# Acacia diffusa
Acacia diffusa é uma espécie de leguminosa do gênero Acacia, pertencente à família Fabaceae.